# Sidney McKnight
Sidney McKnight (* 31. August 1955 in Prince George (British Columbia)) ist ein ehemaliger kanadischer Boxer. Er nahm an den Olympischen Sommerspielen 1976 teil. Dort wurde er im Halbfliegengewicht in der ersten Runde vom späteren Silbermedaillengewinner Li Byong-uk aus Nordkorea geschlagen.